# Castilla (provincie)
| Castilla                                                 | Castilla                         |
| -------------------------------------------------------- | -------------------------------- |
| Harta localizării provinciei în cadrul regiunii Arequipa |                                  |
| Informații generale                                      |                                  |
| Țară                                                     | Peru                             |
| Regiune                                                  | Arequipa                         |
| Primar                                                   | Gilder Edy Medina Collado (2007) |
| - Capitală                                               | Aplao                            |
| - Suprafață totală                                       | 6 914,48 km2                     |
| - Districte                                              | 14                               |
| Populație                                                |                                  |
| An recensământ                                           | 2005                             |
| - Totală                                                 | 36 568                           |
| - Densitate                                              | 5,3/km2                          |
| Fus orar                                                 | UTC-5                            |
| Sit web                                                  | www.municipiocastilla.gob.pe     |
| UBIGEO                                                   | 0404                             |
| Modifică text                                            |                                  |

Castilla este una dintre cele opt provincii din regiunea Arequipa din Peru. Capitala este orașul Aplao. Se învecinează cu provinciile Condesuyos, Caylloma și Camaná.

## Diviziune teritorială
Provincia este divizată paisprezece districte (spaniolă: distritos, singular: distrito):
- Andagua (Andagua)
- Aplao (Aplao)
- Ayo (Ayo)
- Chachas (Chachas)
- Chilcaymarca (Chilcaymarca)
- Choco (Choco)
- Huancarqui (Huancarqui)
- Machaguay (Machaguay)
- Orcopampa (Orcopampa)
- Pampacolca (Pampacolca)
- Tipán (Tipán)
- Uñón (Uñón)
- Uraca (Corire)
- Viraco (Viraco)

## Grupuri etnice
Provincia este locuită de către urmași ai populațiilor quechua și aymara. Limba spaniolă este limba care a fost învățată de către majoritatea populației (procent de 79,72%) în copilărie, 18,52% dintre locuitori au vorbit pentru prima dată quechua, iar 1,51% au folosit limba aymara. (Recensământul peruan din 2007)